# Умак
Умак  (англ. Umak Island, алеут. Uhmax̂) — острів, що знаходиться у групі малих островів. Розташований між островами Адак та Атка у групі Андреянівських островів, (Алеутські острови, Аляска). Розміри острову: ширина 11,7 км, довжина — 7,8 км.